# Pavel Šaramet
Pavel Ryhoravič Šaramet (in bielorusso Павел Рыгоравіч Шарамет?, in russo Павел Григорьевич Шеремет?, Pavel Grigor'evič Šeremet; Minsk, 28 novembre 1971 – Kiev, 20 luglio 2016) è stato un giornalista bielorusso.
Durante la sua permanenza in Bielorussia, fu oppositore del presidente Aljaksandr Lukašėnka. Fu imprigionato nel 1997 dal governo della Bielorussia, causando un incidente diplomatico fra Bielorussia e Russia. Il The New York Times ha scritto di lui: "è conosciuto per i suoi coraggiosi reportage che hanno rivelato gli abusi politici in Bielorussia" e per essere "una spina nel fianco del governo autocratico di Lukašėnka". Nel 1999, il Committee to Protect Journalists lo premiò con l'International Press Freedom Award e, nel 2002, vinse il premio giornalismo e democrazia dell'OSCE.
Pavel Sherement è morto a Kiev il 20 luglio 2016 nell'esplosione della sua auto. La procura ha dichiarato che l'esplosione è stata causata da una bomba e ha stabilito che si è trattato di omicidio.

## Biografia

### Inizio carriera
Dal 1994 all'aprile 1995, Šaramet era anchor e produttore di Prospekt, programma settimanale di notizie e analisi politica della Tv di stato bielorussa. Il programma fu sospeso dal presidente bielorusso Aljaksandr Lukašėnka una settimana prima di un referendum per aumentare i poteri del presidente.
Šaramet divenne poi redattore capo del giornale bielorusso Belarusskaya Delovaya Gazeta. Lo stesso anno, cominciò a lavorare per la televisione pubblica russa ORT dove venne nominato responsabile della sede di Minsk nel 1996. A causa del crescente controllo dei media bielorussi da parte del governo Lukašėnka, la televisione russa divenne la principale fonte di informazione alternativa per i cittadini bielorussi.

### Incidente del confine
Il 22 luglio 1997, Šaramet, assieme al cameraman di ORT e ai loro autisti, si filmò mentre attraversava illegalmente il confine tra Bielorussia e Lituania, mostrando quanto fosse semplice per i contrabbandieri attraversare il suddetto confine. Il governo bielorusso era, in quel periodo, impegnato in una iniziativa anti-contrabbando e aveva da poco disposto nuove truppe al confine. Šaramet e il suo seguito furono arrestati da una pattuglia di confine mentre cercavano di registrare immagini di una zona non protetta. Šaramet e un membro della sua squadra, Dzmitryj Zavadski, furono successivamente accusati di aver attraversato clandestinamente il confine "andando oltre i diritti legati alla professione giornalistica" e di aver partecipato ad una cospirazione.
Le autorità russe protestarono per l'arresto; la vicenda portò la BBC a parlare di un "incidente diplomatico" tra i due paesi. In seguito all'episodio, il presidente russo El'cin cancellò la visita di Lukašėnka a Mosca mentre il presidente bielorusso era già in viaggio; al suo aereo venne interdetto l'ingresso nello spazio aereo russo. Il 18 gennaio 1998 Šaramet e Zavadski vennero processati a due anni e 18 mesi di reclusione, rispettivamente , sentenze di fatto sospese e convertite in una multa di $ 15 USD.

### Lavoro giornalistico dopo l'arresto
Nel novembre 1997 Šaramet fu tra i firmatari della Carta 97, un manifesto per la democrazia che chiedeva la fine della violazione dei diritti umani e delle libertà fondamentali da parte dell'amministrazione Lukašėnka. Šaramet è stato tra i promotori del movimento e suo portavoce.
Nel 1999, riuscì ad ottenere una rara intervista con Naina El'cina, moglie del presidente russo Boris Nikolaevič El'cin; l'intervista fu critica da alcuni giornali occidentali come il The New York Times perché ritenuta troppo indulgente, considerando anche il fatto che il canale della ORT era controllato dall'oligarca Boris Abramovič Berezovskij, vicino al presidente El'cin.
Il collega di Šaramet, Dzmitryj Zavadski, scomparve il 7 luglio 2000 mentre viaggiava verso l'aeroporto di Minsk per un meeting. Šaramet accusò il governo bielorusso della sparizione condotta, secondo il giornalista, come rappresaglia per il suo lavoro giornalistico. In seguito, Šaramet ha affermato di essere stato informato da parte del procuratore generale bielorusso Oleg Bazhelko dell'esistenza di "squadre della morte" governative. Zavadski fu dichiarato morto nel 2003. Šaramet abbandonò la televisione pubblica russa nel 2014, in polemica con lo stile  propagandistico che la rete stava assumendo nella narrazione della guerra dell'Ucraina orientale.
Šaramet fu molto critico nei confronti del presidente bielorusso Lukašėnka e del presidente russo Vladimir Putin, e successivamente anche del presidente ucraino Petro Oleksijovyč Porošenko. Criticò aspramente l'annessione russa della Crimea e l'Occupazione russa della Crimea. Nel suo ultimo blog post, pubblicato il 17 luglio 2016, esprimeva preoccupazione per il fatto che le milizie volontarie armate dell'esercito ucraino potessero tentare un golpe in Ucraina e che alcuni componenti di quei gruppi si comportassero in modo illegale e intrattenessero relazioni con gruppi della criminalità organizzata.

### Morte
Šaramet muore il 20 luglio 2016 a causa dell'esplosione della sua auto a Kiev, in Ucraina, dove viveva da cinque anni e lavorava per il giornale Ukraïns'ka pravda. Il procuratore generale Yuriy Lutsenko ha descritto l'episodio definendolo un omicidio. Secondo il quotidiano Novaja Gazeta, Šaramet e la sua compagna, la giornalista ed ex caporedattrice di Ukraïns'ka pravda Olena Prytula, avevano recentemente confidato ad alcuni amici di essere sotto sorveglianza. Immediatamente dopo la morte, un ufficiale del Ministero degli affari interni ucraino ha affermato di non escludere la possibilità della partecipazione delle forze speciali russe nell'incidente che ha ucciso Šaramet.
Il presidente ucraino Petro Oleksijovyč Porošenko ha definito la morte di Šaramet come una "terribile tragedia" mentre il primo ministro Volodymyr Hrojsman l'ha definita una "terribile notizia" in una dichiarazione pubblicata su Facebook.

### Arresti nel 2019

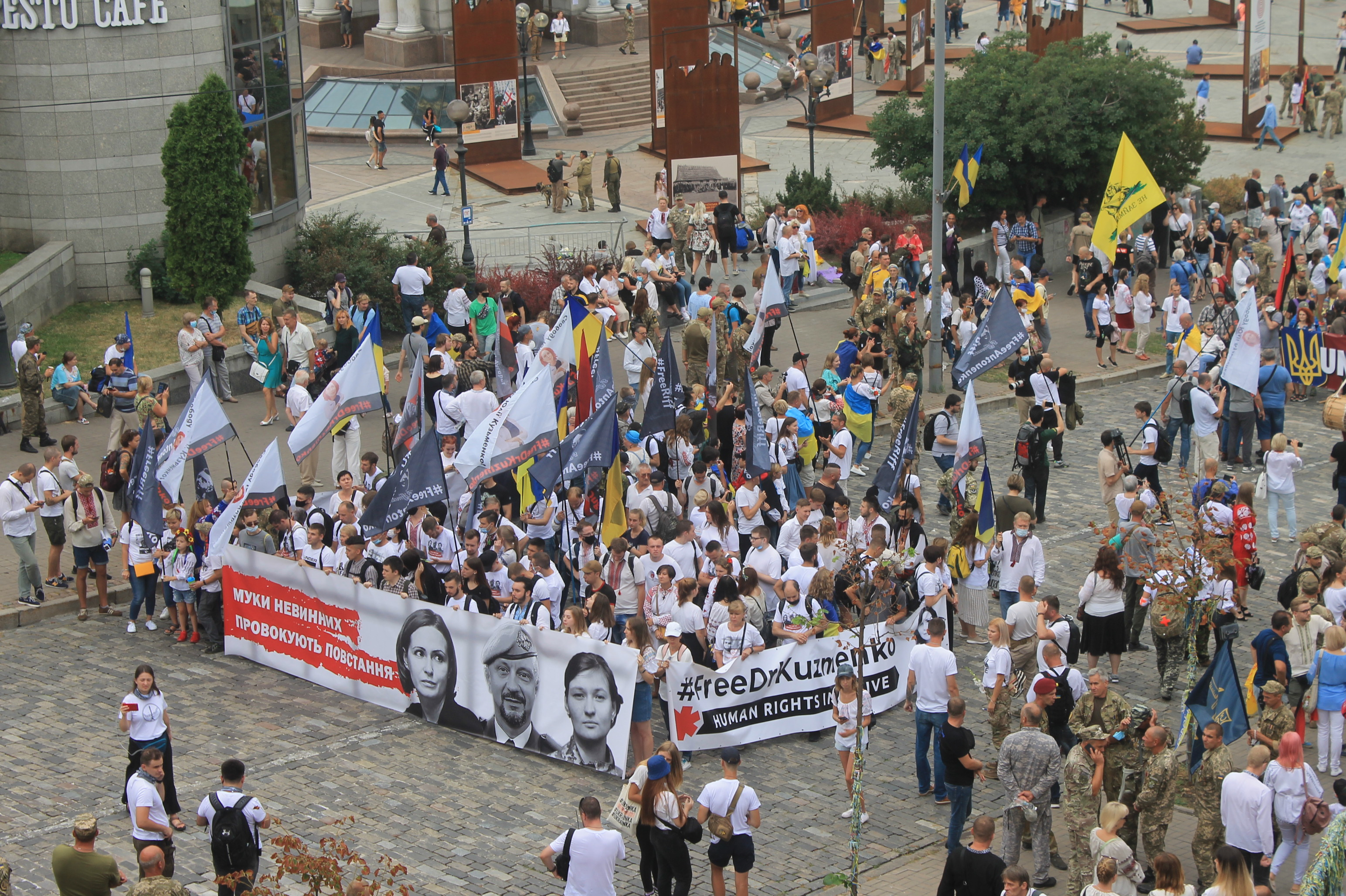
Un appello per il rilascio dei sospetti arrestati nel 2019 per l'uccisione di Sheremet durante la Marcia dei Difensori del 2020

Dal 2016, le organizzazioni ucraine e internazionali hanno ripetutamente sollecitato progressi nelle indagini sull'omicidio di Pavel Sheremet. La polizia nazionale ha classificato tutte le decisioni giudiziarie nel caso di Sheremet dal 24 luglio 2017 per motivi di sicurezza. Il 23 luglio 2019, il capo della polizia nazionale Serhiy Knyazev ha dichiarato che l'omicidio di Pavel Sheremet rimaneva ancora irrisolto e il neoeletto presidente dell'Ucraina Volodymyr Zelensky ha dichiarato che i responsabili dell'omicidio di Pavel Sheremet sarebbero stati trovati.
Nel dicembre 2019, cinque veterani della guerra nel Donbass sono stati arrestati con l'accusa di aver ucciso Sheremet.  Il 12 dicembre 2019 i mass media ucraini hanno trasmesso una conferenza stampa televisiva del ministero degli Affari interni (Ucraina), con la presenza di alti funzionari tra cui il presidente Volodymyr Zelensky, che ha riferito che "la conclusione con successo delle indagini sull'omicidio di Pavel Sheremet è stata completata". Reporter senza frontiere ha sottolineato il fatto che il ministro dell'Interno Avakov aveva avuto una ragione personale per avere fretta con questo caso. Secondo le autorità ucraine, l'obiettivo dell'omicidio era "destabilizzare la situazione politica in Ucraina". Le autorità hanno anche affermato che un'altra veterana della guerra nel Donbass, Olena Sambul, sarebbe stata la prossima vittima.  Il 13 dicembre 2019, due dei sospettati, vale a dire Andriy Antonenko, veterano della guerra del Donbass e musicista rock, e Yulia Kuzmenko, volontaria civile e chirurgo pediatrico, sono stati posti in custodia cautelare fino all'8 febbraio 2020.  I giornalisti ucraini erano scettici sulle prove divulgate e sul presunto movente.
Il 10 gennaio 2020 Reporter senza frontiere ha espresso la sua preoccupazione per "le incongruenze nelle prove a sostegno dell'affermazione delle autorità ucraine di aver risolto (...) l'omicidio del 2016 dell'editore Pavel Sheremet", e ha indicato "una serie di rivelazioni (...) che ha gettato ulteriori dubbi sull'indagine".
Il 30 gennaio 2020, il procuratore generale ucraino Ruslan Ryaboshapka ha ammesso che l'accusa non dispone di prove sufficienti per il processo del caso di omicidio del giornalista Pavel Sheremet. "Il volume di prove raccolte non è sufficiente", ha detto in un'intervista all'agenzia di stampa Interfax. In precedenza William Taylor, l'ex incaricato d'affari degli Stati Uniti in Ucraina, ha suggerito che il ministro dell'Interno Arsen Avakov non è sicuro che le persone accusate dell'omicidio <cioè Kuzmenko, Antonenko e Dugar> siano colpevoli. Reporter senza frontiere ha definito l'indagine una "indagine viziata di tre anni e mezzo". Nonostante gli appelli per una misura preventiva più clemente (cioè gli arresti domiciliari, o cauzione) e di garanzie da parte di stimati cittadini, nelle successive sessioni giudiziarie il termine di custodia cautelare per Kuzmenko e Antonenko è stato prorogato fino al 30 maggio, e successivamente fino al 13 settembre 2020.
Il 4 gennaio 2021 l'EU Observer ha riferito che sono state trovate nuove prove, tra cui documenti e registrazioni audio, in relazione all'omicidio di Sheremet. Un file audio, presumibilmente una registrazione di una riunione intercettata nel 2012, rivela che Vadim Zaitsev, all'epoca presidente del KGB, discute del piano di omicidio con due ufficiali del Gruppo Alpha del KGB, un'unità antiterrorismo d'élite. Tradotta dal russo, una delle voci nella registrazione dice: "Dovremmo lavorare con Sheremet, che è un enorme rompiscatole. Pianteremo [una bomba] e così via e questo fottuto topo sarà abbattuto a pezzi, con le gambe in una direzione, le braccia nell'altra. Se tutto sembra essere causato da cause naturali, non entrerà nella mente delle persone allo stesso modo". Oltre a piazzare una bomba, discutono anche dell'avvelenamento di Sheremet.

## Vita privata
Šaramet era sposato e padre di due figli.

## Premi e riconoscimenti
Nel 1995 il Centro PEN - Bielorussia ha conferito a Šaramet il Premio Adamovich, nominandolo miglior reporter televisivo in Bielorussia. Nel novembre 1998 Šaramet ha vinto l'International Press Freedom Award del Comitato per la protezione dei giornalisti, "un riconoscimento annuale per il giornalismo coraggioso". A causa del negato permesso di recarsi a New York per partecipare alla cerimonia in programma con gli altri vincitori, Ruth Simon, Goenawan Mohamad, Gustavo Gorriti, e Grémah Boucar, il CPJ ha tenuto una cerimonia speciale a Minsk l'8 dicembre per consegnargli il premio.
Il 22 aprile 2002, l'Organizzazione per la sicurezza e la cooperazione in Europa ha nominato Šaramet vincitore del premio per il Giornalismo e la democrazia, condiviso con il giornalista televisivo austriaco Friedrich Orter. La giuria ha premiato i due giornalisti per avere "promosso i principi OSCE in materia di diritti umani, democrazia e libertà di informazione".